# Texas Ranger Division
La Texas Ranger Division (in italiano: Divisione Rangers Texani), i cui membri sono comunemente conosciuti come Texas Rangers (reso in italiano sia ranger texani, sia ranger del Texas), è un corpo di polizia di livello statale (State police) con sede ad Austin e giurisdizione all'interno del Texas, negli Stati Uniti d'America; è stata accreditata come la più antica forza di polizia statale statunitense.
Ufficiosamente creati nel 1823 da Stephen Fuller Austin vennero poi formalmente costituiti nel 1835. Furono disciolti dalle autorità federali nell'epoca immediatamente successiva alla guerra di secessione, ma vennero ben presto riorganizzati dopo la restituzione del governo federale.
Hanno investigato su crimini che vanno dall'omicidio fino alla corruzione di politici, agendo anche come polizia anti sommossa e di investigazione, come scorta del Governatore del Texas e furono anche forza paramilitare al servizio della neonata Repubblica del Texas (1836-45) e dello stato federato del Texas. Hanno preso parte ai maggiori eventi della storia del Texas e furono coinvolti in alcuni dei casi più conosciuti del Vecchio West americano, tra cui quello del pistolero John Wesley Hardin, del rapinatore di banche Sam Bass e dei due fuorilegge Bonnie e Clyde. Molti libri sono stati scritti sui Ranger, dalle ricerche storiche fino ai pulp, cosa che ha permesso di inserirli nella mitologia dell'Ovest americano. Durante la loro lunga storia si è evoluta una tradizione sui Ranger; la loro importanza culturale e storica per il Texas è tale che il corpo dei Ranger Texani è legalmente protetto contro lo scioglimento.
Dal 1935 l'organizzazione è una divisione del Texas Department of Public Safety che funge come dipartimento statale di investigazione. Nel 2018 operavano nei Texas Ranger 234 persone, 166 agenti e 68 unità di supporto suddivise fra il personale amministrativo, il centro operazioni di sicurezza delle frontiere, l'intelligence e il team di armi e tattiche speciali.

## Storia

### La nascita

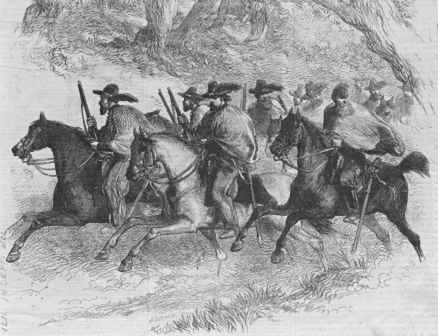
Un'illustrazione che raffigura un gruppo di Texas Ranger, circa 1845.

All'inizio degli anni venti dell'Ottocento era terminata la guerra d'indipendenza del Messico e si erano stabilite in Texas tra le seicento e le settecento famiglie, la maggior parte delle quali provenienti dagli Stati Uniti. Poiché non c'era un esercito regolare a proteggere i cittadini dagli attacchi dei nativi americani e dei banditi, nel 1823 Stephen Fuller Austin organizzò un gruppo armato piccolo e non ufficiale il cui compito era muoversi per il territorio nazionale; per questo furono conosciuti come rangers (il verbo to range over, in inglese significa appunto "girovagare", "muoversi per"). Il 4 agosto 1823 Austin scrisse quello che avrebbe voluto dai ranger: «... impiegare dieci uomini ... che agiscono come ranger per la difesa comune ... il salario che io darò ai dieci uomini è di quindici dollari al mese, pagabili con proprietà.» John Jackson Tumlinson Sr. è considerato dalla maggior parte degli storici dei Texas Rangers come il primo uomo caduto in azione. I Texas Rangers datano il loro anno di fondazione a questo evento.
Comunque non fu prima del 1835 che i Texas Rangers furono ufficialmente costituiti, dopo che Austin ritornò in Texas dalla sua prigionia a Città del Messico. Dopo il suo ritorno, Austin aiutò a organizzare un consiglio per guidare il gruppo. Il 17 ottobre, alla riunione del Governo Provvisorio del Texas, Daniel Parker propose una soluzione per costituire i Texas Rangers, in totale sessanta uomini distribuiti in tre compagnie. Questo fu istituito il 24 novembre dai legislatori texani. Il 28 novembre 1835 fu scelto Robert McAlpin Williamson come primo Maggiore dei Texas Rangers. In due anni i Ranger compresero trecento uomini.
Nei loro primi giorni i Texas Ranger si occuparono di proteggere le frontiere texane dagli attacchi dei nativi contro i coloni. Durante la rivoluzione texana questi operarono come esploratori, spie, corrieri e guide per i coloni che fuggivano prima dell'arrivo dell'esercito messicano, operarono come retroguardia durante la Runaway Scrape (la ritirata dei combattenti dei coloni all'arrivo dei messicani) ed ebbero in generale compiti di supporto. Questi compiti minori continuarono dopo l'indipendenza, quando la regione divenne Repubblica del Texas sotto la presidenza di Sam Houston. Houston, che aveva vissuto a lungo tra i Cherokee (anche la moglie era Cherokee), favorì una coesistenza pacifica tra Nativi e coloni, una politica che lasciò poco spazio a una forza con le caratteristiche dei Ranger.

### Le guerre indiane
Questa situazione cambiò rapidamente quando divenne presidente Mirabeau Lamar nel dicembre del 1838. Lamar aveva partecipato ad alcune schermaglie contro i Cherokee nel suo stato natale della Georgia; come molti texani non aveva dimenticato il supporto che i Cherokee avevano dato ai messicani nella rivolta di Cordova contro la Repubblica. Egli favorì lo sradicamento dei Nativi dal Texas, visione che aveva condiviso con il Capo della Giustizia della Suprema Corte Thomas Rusk. Lamar vide nei Ranger lo strumento ideale per l'incarico e ottenne dalla legislatura texana di radunare una forza di cinquantasei ranger assieme ad altre compagnie volontarie. Durante i successivi tre anni utilizzò i Ranger nella guerra contro i Cherokee e i Comanche dei quali riuscì a indebolire il controllo territoriale.
Sam Houston fu rieletto presidente della Repubblica del Texas il 12 dicembre 1841. Egli aveva preso nota dell'efficienza dei Ranger e accrebbe il loro numero a 150. Sotto il comando del capitano John Coffee Hays, questo contingente giocò un ruolo importante nella difesa contro l'invasione messicana comandata dal generale Adrian Wall nel 1842 e contro gli attacchi dei Nativi. Nonostante fosse giovane, il carismatico Hays fu una figura di aggregazione per i suoi uomini ed è spesso considerato il responsabile nel dare coesione, disciplina e mentalità di gruppo ai Ranger. Flacco, il capo della tribù Indiana, alleata dei Lipan, era solito chiamare Hays Bravo too much (in italiano: Troppo bravo). L'adozione dell'ottimo revolver Colt Paterson a cinque colpi (che era stato scartato dall'Esercito Americano) fu anch'esso una sua decisione. Hays addestrò i suoi uomini a mirare, sparare e ricaricare le armi mentre stavano in sella, un'innovazione radicale rispetto alla tecnica solitamente in uso all'epoca, quella di smontare da cavallo prima di sparare ai nemici e ricaricare, cosa necessaria con le armi più ingombranti. Questa tattica portava a effetti devastanti e, ben presto, fu imitata dalle forze armate. Dietro suggerimento di uno degli ufficiali di Hays, Samuel Hamilton Walker, la versione successiva di questo revolver fu quella famosa a sei colpi, la Walker Colt. Nel corso di questi anni ranger famosi come Hays, Walker o Benjamin McCulloch diedero al gruppo la reputazione di combattenti di frontiera.

### La guerra messico-statunitense
Con l'annessione del Texas agli Stati Uniti e lo scoppio della guerra messico-statunitense nel 1846 molte compagnie dei ranger furono aggregate al servizio federale e questi vennero messi alla prova nelle battaglie di Palo Alto e di Resaca de la Palma. Da quel momento in poi, la loro efficacia come guerriglieri e guide dell'esercito federale attraverso un territorio che conoscevano, contraddistinsero l'offensiva statunitense. I ranger giocarono un ruolo importante nelle battaglie di Monterrey e di Buena Vista. L'esercito, comandato dal generale Winfield Scott, prese Veracruz nel marzo del 1847 e i ranger diedero ancora una volta un notevole contributo nell'assedio di Veracruz e nelle battaglie di Cerro Gordo e di Chapultepec.

### Dalla guerra di secessione in poi
Durante la guerra di secessione  combatterono per gli Stati sudisti. Per questo furono sciolti nel 1865 dal governo dell'Unione, ma nel 1870 quando il Texas tornò a essere uno stato federale furono ricostituiti. Nel 1935 divenne una divisione del Texas Department of Public Safety.

## Organizzazione
L'organizzazione dei Texas Rangers si basa sulle direttive stabilite nel 1935 ed è divisa in sette principali distaccamenti (o stazioni):
- Houston sede della compagnia A
- Garland sede della compagnia B
- Lubbock sede della compagnia C
- Weslaco sede della compagnia D
- El Paso sede della compagnia E
- Waco sede della compagnia F
- Austin sede del quartier generale (sigla: H)

### Reparti

#### Unità specializzate
- Special Weapons and Tactics Team (SWAT) unità tattica con sede ad Austin addestrata per missioni critiche ad alto rischio.[8]
- Artificieri facente parte dell'unità SWAT, è un'unità che opera per fornire una veloce risposta a situazioni di crisi che coinvolgono ordigni esplosivi di qualunque natura. La Squadra Artificieri è accreditata dal Federal Bureau of Investigation e rispetta le linee guida nazionali.[8]
- Il Ranger Reconnaissance Team è la squadra tattica cui vengono assegnate operazioni segrete in aree remote dove le forze dell'ordine convenzionali non possono operare. Il principale compito di questa squadra è raccogliere informazioni e interrompere l'attività criminale, principalmente attività legate ai cartelli della droga.[8]
- Special Response Teams (SRT) sono unità addestrate per svolgere servizi ad alto rischio e fornire una risposta iniziale, immediata e rapida agli incidenti critici che coinvolgono soggetti barricati con o senza ostaggi.[8]
- Crisis Negotiation Teams (CNT) sono unità che hanno il compito di intervenire per risolvere incidenti in cui sono coinvolti individui emotivamente disturbati che possono aver preso ostaggi. Il loro compito e risolvere la situazione direttamente oppure raccogliere informazioni e passarle alle squadre di intervento speciale.[8]
- Border Security Operations Center (BSOC) e Joint Operations and Intelligence Centres (JOIC). Il BSOC ha sede ad Austin ed è il centro di comando operazioni dei sei JOIC collocati al confine con il Messico. Svolgono attività di intelligence e raccolta di informazioni sulla sicurezza delle frontiere collaborando con le altre forze statali e federali fornendo, contestualmente, informazioni a tutte le unità dei Texas Ranger.[8]

## Nella cultura di massa
- Ricercati: ufficialmente morti (Extreme Prejudice). Film di Walter Hill con protagonista Nick Nolte che interpreta un ranger impegnato in una guerra personale contro un signore della droga, un tempo suo amico di infanzia.
- Walker Texas Ranger, la serie televisiva con Chuck Norris si ispira al corpo di polizia texana.
- Walker, remake dell'omonima serie televisiva con Jared Padalecki.
- Tex Willer, protagonista dell'omonima serie a fumetti ambientata nel far west, è un ufficiale del corpo dei Texas Rangers.